# جنگ‌های سگ آبی
جنگ‌های سگ آبی (موهاکی: Tsianì kayonkwere) یک رشته از درگیری‌ها به‌طور متناوب در طول قرن هفدهم در آمریکای شمالی در سراسر دره رودخانه سن‌لوران در کانادا و منطقه دریاچه‌های بزرگ پایین بود که طی آن قوم ایروکوا در برابر هورون‌ها، آلگونکیان شمالی و متحدان فرانسوی آنها نبرد می‌کردند. در نتیجه این درگیری، ایروکوآیی‌ها چندین کنفدراسیون و قبیله را از طریق جنگ نابود کردند. افراد مورد حمله ایروکوایی‌ها شکست خوردند و پراکنده شدند، برخی به مردم سرزمین‌های همسایه گریختند و برخی دیگر جذب، شکست یا کشته شدند.